# 阿爾蓋蒂河
41°22′56″N 45°02′38″E / 41.3821°N 45.0438°E
阿尔盖蒂河是格魯吉亞的河流，位於該國南部下卡尔特利大区，屬於庫拉河的右支流，河道全長118公里，流域面積763平方公里，發源自小高加索山脈。